# Leyton House

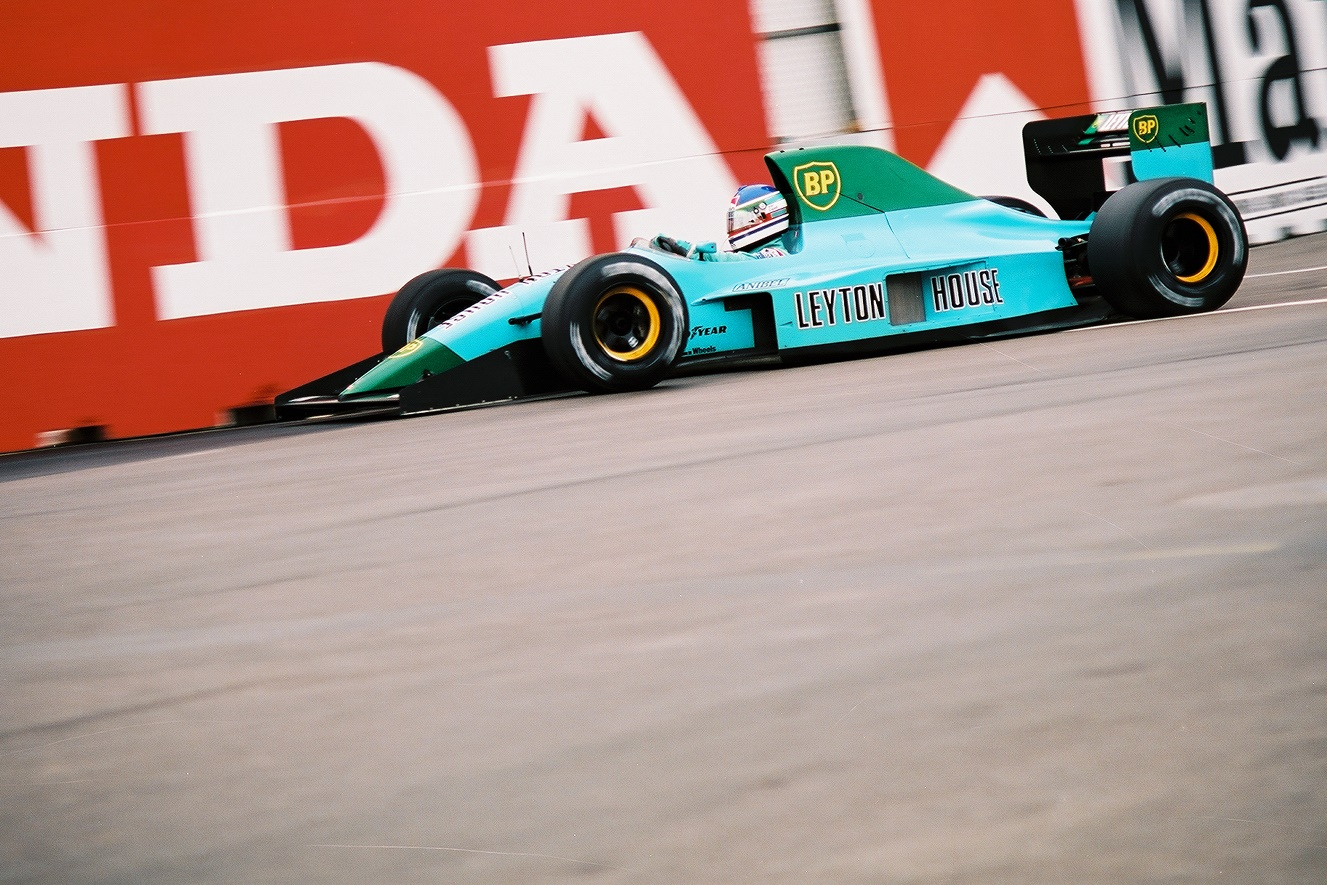
Ivan Capelli in de Leyton House-March, 1991

Leyton House was een Formule 1-team dat meedeed in de seizoenen 1987 t/m 1991. Het team scoorde totaal 8 punten. De coureurs die voor het team reden waren Ivan Capelli, hij scoorde 6 van de 8 behaalde punten. Mauricio Gugelmin, hij scoorde 2 van de 8 behaalde punten en Karl Wendlinger, hij scoorde geen punten maar hij reed maar 2 races.

## Leyton House 1990
Het seizoen 1990 was voor het Leyton House Racing team vanaf het begin af aan een ramp. Het chassis, de Leyton House CG901, was onbetrouwbaar. In de eerste zes races van het seizoen werden er geen punten gepakt. Ivan Capelli viel drie keer uit, kwalificeerde zich twee keer niet en werd een keer tiende. Mauricio Gugelmin ging nog slechter. Hij haalde zijn eerste punt pas in de elfde race van het seizoen. Daarvoor viel hij vier keer uit, heeft zich vier keer niet gekwalificeerd en werd een keer veertiende en een keer zesde. 
De enige punten werden gehaald tijdens de Grand Prix van Frankrijk, daar werd Ivan Capelli knap 2de nadat de Leyton House wagens een tijdje op de eerste en tweede plek reden, Mauricio Gugelmin blies zijn motor op en Ivan Capelli werd later ingehaald door Grand Prix winnaar Alain Prost.
De andere punten finish werd gehaald tijdens de Grand Prix van België. Mauricio Gugelmin werd 6de. Na de puntenfinishen van beide coureurs hebben zij zich na die Grand Prix elke race weer gekwalificeerd, alleen vielen de Leyton House wagens vaak uit. Ivan Capelli werd nog wel drie keer zevende.
In 1990 reed het Leyton House team voor het laatst met de Judd motoren met het chassis ontworpen door Adrian Newey.

## Leyton House 1991
In 1991 reed het Leyton House team met nieuwe motoren, de Ilmor V10 motoren. Ze hoopten dat de nieuwe apparatuur en het nieuwe personeel zou omgezet worden naar succes op de baan. Het tegenovergestelde gebeurde; 1991 was nog slechter dan 1990. Het team scoorde totaal maar een punt tijdens de Grand Prix van Hongarije, het punt werd behaald door Ivan Capelli. Ivan Capelli reed veertien races en viel elf races uit. De eerste zeven Grand Prix van het seizoen wist hij niet te finishen. Twee races voor het einde van het seizoen werd hij vervangen door Karl Wendlinger. Wendlinger viel in zijn eerste race voor het Leyton House team uit en in zijn tweede race werd hij twintigste.
Mauricio Gugelmin wist geen punten te scoren, hij werd wel drie keer zevende en een keer achtste. Ook hij viel vaak uit; van de 16 races viel hij 8 keer uit. 1991 was het laatste seizoen van het Leyton House Racing team. Ivan Capelli ging in 1992 naar de stal van Ferrari waar hij geen potten kon breken en voor het einde van het seizoen werd vervangen.